# 第一工科大学
第一工科大学（だいいちこうかだいがく、英語: Daiichi Institute of Technology）は、鹿児島県霧島市国分中央一丁目10-2に本部を置く日本の私立大学。1955年創立、1968年大学設置。大学の略称は一工大（いちこうだい）、工大、DIT。

## 概観
運営母体は、都築学園グループの学校法人都築教育学園である。本学は、飛行学校を起源とした全国でも数少ない航空工学科を有する私立工業大学である。また、鹿児島霧島キャンパスは、鹿児島県内唯一の私立工学部である。
近年、陸上部は、全日本大学駅伝、びわ湖大学駅伝などに出場している。その他、航空機設計研究部は、読売テレビが琵琶湖を舞台に開催する鳥人間コンテストに出場している。
国家資格の基本情報技術者試験（FE）の午前の部の免除制度の認定校になっている。
設置当初の校名は、九州学院大学だったが学校法人九州学院（熊本市）が運営する九州学院中学校・高等学校（同）などとは、一切関係ない。

## 沿革[3]
- 1955年 南日本飛行学校開校
- 1958年 学校法人坂元学園設置認可

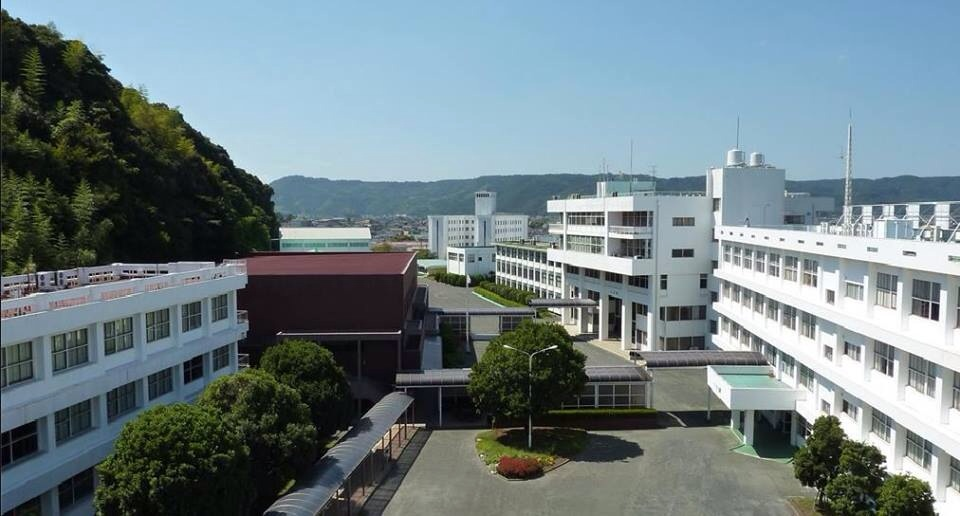
第一工業大学

- 1966年 学校法人坂元学園により九州工業短期大学設立
- 1968年 上記短期大学の工学系学科を母体に九州学院大学として開学。工学部電子工学科及び機械工学科を設置
- 1969年 機械工学科に航空工学コースを設置
- 1970年 電子工学科に電子工学専攻コース、電子計算機工学専攻コースを設置
- 1971年 航空工学科を増設（機械工学科航空工学コースを改組したものだと思われる）
- 1973年 電子工学科に航空電子工学専攻コースを設置
- 1974年 土木工学科及び建築学科を増設
- 1978年 学校法人坂元学園破産宣告
- 1984年 学校法人坂元学園の理事長に都築泰壽が就任。法人の継続認可、そして破産終結が決定
- 1985年 大学名称を第一工業大学、運営法人名称を学校法人都築教育学園に改称。機械工学科に交通機械工学コースを設置
- 2000年 アントレプレナー講座を開設
- 2007年 航空工学科を航空宇宙工学科に、電子工学科を情報電子システム工学科に、機械工学科を機械システム工学科に、土木工学科を社会環境工学科に、建築学科を建築デザイン学科に改称
- 2010年 東京都台東区に東京上野キャンパスを設置。東京上野キャンパスに情報電子システム工学科情報工学ビジネスコースを開設
- 2011年 航空宇宙工学科を航空工学科に、社会環境工学科を自然環境工学科に改組
- 2014年 航空工学科にパイロット資格コース、航空整備士資格コースを設置
- 2015年 航空宇宙工学科、社会環境工学科を廃止
- 2016年 自然環境工学科に植物バイオコースを設置
- 2017年 鹿児島キャンパスの情報電子システム工学科に情報工学ビジネスコースを設置。自然環境工学科の社会基盤システムコースを廃止し、土木システムコースを設置
- 2019年 航空工学科を航空工学部航空工学科に改組。学科内に航空操縦学専攻、航空整備工学専攻、航空工学専攻を設置
- 2021年 大学名称を第一工科大学に改称。
- 2024年 情報電子システム工学科を情報・AI・データサイエンス学科に、環境エネルギー工学科を環境エンジニアリング学科に、改称。

## 学部・学科
- 工学部
  - 情報・AI・データサイエンス学科
    - デジタルコンテンツ分野
    - 知的情報ネットワーク分野
    - 情報工学ビジネス分野
    - スポーツサイエンス分野

  - 機械システム工学科（40名）
    - ロボット・メカトロニクス分野
    - 先端交通機械工学分野

  - 環境エンジニアリング学科（45名）
    - 都市環境エンジニアリング分野
    - クリーンエネルギー分野

  - 建築デザイン学科（45名）
    - 建築デザイン分野
    - インテリアデザイン分野
    - VRデザイン分野
- 航空工学部（2019年設置）
  - 航空工学科
    - 航空パイロット専攻
    - 航空エンジニアリング専攻

## 第三者評価
公益財団法人日本高等教育評価機構による認証評価を受けた結果、機構が定める大学評価基準を満たしていると認定（平成24年3月）された。

## 著名な出身者

### 野球
- 藤原良平 - 元プロ野球選手
- 美沢将 - 元プロ野球選手、鹿児島県警察警察官
- 福倉健太郎 - 元プロ野球選手
- 國場翼 - 元プロ野球選手
- 呉念庭 - プロ野球選手
- 原泉 - 元プロ野球選手

### 音楽
- 宮井紀行 - シンガーソングライター
- Anchang - SEX MACHINEGUNS（Vo/G）

### その他
- 内藤裕文 - ヒロ内藤。プロアングラー。向井千秋の実弟。九州学院大学航空学科卒業。

## 施設・設備
- 鹿児島霧島キャンパス
  - 校舎は、8つの講義棟及び10の実験実習棟から成る。
  - 第一工業大学記念厚生会館
  - 付属図書館
  - 情報センター
  - 第一・第二学生寮
  - 第一・第二・第三グラウンド
  - インターネットルーム
  - クラブハウス
- 東京上野キャンパス

## アクセス
- 鹿児島霧島キャンパス
  - 国分駅（日豊本線）から徒歩約5分
  - 鹿児島空港から車で約15分
- 東京上野キャンパス
  - 上野駅（JR山手線・京浜東北線・宇都宮線・高崎線・常磐線）徒歩約1分
  - 東京メトロ日比谷線上野駅徒歩約1分
  - 東京メトロ銀座線上野駅徒歩約1分

## 主な系列校
- 第一薬科大学
- 日本経済大学
- 日本薬科大学
- 横浜薬科大学
- 神戸医療福祉大学
- 福岡こども短期大学
- 第一幼児教育短期大学
- 第一薬科大学付属高等学校
- 福岡第一高等学校
- 鹿児島第一高等学校
- 鹿児島第一中学校
- リンデンホールスクール小学部
- リンデンホールスクール中高学部